# 278P/McNaught
278P/McNaught è una cometa periodica appartenente alla famiglia delle comete gioviane; la cometa è stata scoperta il 22 maggio 2006, la sua riscoperta il 19 gennaio 2013 ha permesso di numerarla.
Unica particolarità di questa cometa è di avere una piccola MOID col pianeta Giove, attualmente di circa 0,4 UA ma che in passato e in futuro era e sarà più piccola, permettendo passaggi ravvicinati come quello del 23 gennaio 1929 a 0,257 UA o quello del 23 aprile 2191 a 0,308 UA: questi passaggi la porteranno in futuro a subire notevoli cambiamenti degli attuali elementi orbitali.